# Sotajumala
Sotajumala (dt. Kriegsgott, Kriegsherr) ist eine finnische Death-Metal-Band aus Jyväskylä.
Die Texte der Gruppe sind in finnischer Sprache verfasst und beschäftigen sich meist mit dem Thema „Krieg“. Der Musikstil ist ein technisch versierter Death Metal im Stil US-amerikanischer Gruppen, weshalb die Band in Kritiken oft mit Morbid Angel verglichen wird.

## Bandgeschichte
Sotajumala wurde 1998 von Tomi Otsala und Kosti Orbinski gegründet, nachdem die beiden Deicide gehört hatten. 2000 wurde das Line-Up durch Pete Lapio, Harri Lastu, Jyrki Häkkinen und Arttu Romo komplettiert, worauf die Band Mitte September 2001 in den Sundicoop Studios eine Demo mit 4 Liedern aufnahm. Die nach der Band benannte Demo wurde in einer Auflage von 200 Stück gepresst und ab 1. Oktober 2001 verbreitet. Daraufhin erhielt die Band einen Vertrag mit Woodcut Records.
Kurze Zeit später verließ der Gitarrist Pete Lapio die Band. Im Sommer 2002 folgte ihm der Sänger Harri Lasu, der daraufhin von Teijo Hakkola, dessen Spitzname „105“ für die Länge des Winterkrieges steht, ersetzt wurde. Im Herbst 2002 begann Sotajumala im Studio Watercastle mit der Aufnahme von weiteren vier Liedern, die zu der EP Panssarikolonna (dt. Panzerkolonne) verarbeitet und von Mika Jussila in den Finnvox Studios gemastert wurde. Am 15. Februar 2003 wurde die EP Panssarikolonna von Woodcut Records in einer Auflage von 1.500 Stück veröffentlicht. In den Wochen nach der Veröffentlichung verließen Schlagzeuger Arttu Romo und Gitarrist Jyrki Häkkinen die Band, worauf Timo Häkkinen als Session-Schlagzeuger angeworben wurde. Mit ihm und Pete Lapio, der im Sommer wieder zur Band zurückkehrte, wurde im August 2003 das erste Album aufgenommen, das unter Leitung von Sami Kokko in Sam’s Workshop entstand. Das Mastering übernahm wieder Mika Jussila. Am 24. März 2004 erschien unter dem Namen Death Metal Finland schließlich das Debütalbum bei Woodcut.
Der Veröffentlichung folgte eine Tour durch die nordischen Länder mit Rotten Sound und Defleshed und ein Auftritt beim Nummirock-Festival. Am 12. August 2004 wurde Sessionschlagzeuger Timo Häkkinen ein fixes Bandmitglied, allerdings wurde Teijo Hakkola gefeuert. Für ihn kam Mynni Luukkainen als Sessionsänger zur Band, der auch bei der Black-Metal-Band Horna unter dem Pseudonym „Infection“ tätig ist. Im Frühjahr 2005 spielte Sotajumala bei drei Konzerten als Vorgruppe von Grave.
Im Juli 2005 nahm Sotajumala mit der befreundeten Death-Metal-Band Torture Killer eine Split-EP auf, die am 12. Oktober 2005 bei Woodcut veröffentlicht wurde. Die EP erschien als CD und 7"-Vinyl und stieg in der Veröffentlichungswoche auf Platz 10 in die finnischen Single-Charts ein. Im Sommer desselben Jahres wurde Luukkainen als permanenter Sänger in die Band aufgenommen. Das Line-up ist seither stabil geblieben.
Im Juli 2007 begann mit der Unterstützung von Sami Koivisto und Kai Hahto die Aufnahme zum zweiten Album. Am 26. September wurde die Single Kuolinjulistus vorab veröffentlicht. Zu ihr drehte die Band auch ihr erstes Musikvideo. Am 24. Oktober 2007 erschien das Album Teloitus schließlich in Skandinavien und in Finnland, wo es auf Platz 17 der finnischen Albumcharts einstieg. Ein zweites Video zum Lied Oikeutus wurde gedreht. In den darauffolgenden Monaten tourte die Band unter anderem mit Nile und Deathchain, spielte als Vorgruppe von Obituary und trat bei der Finnish Metal Expo, dem Tuska-Festival, Pellavarock und dem Jalometalli auf. Im Juni 2008 wurde das Album auch im restlichen Europa und Nordamerika veröffentlicht. Außerdem wurde im Januar 2008 die erste CD Death Metal Finland als Special Edition neu herausgegeben.
Im Januar 2009 gab die Band bekannt, sich von ihrem Label getrennt zu haben und nun bei Cobra Records unter Vertrag zu stehen.
Im März 2010 erschien die erste DVD Slaughter at Lutakko. Sie zeigt Liveaufnahmen eines Konzertes vom 10. Oktober 2010 im Club Lutakko in Jyväskylä, wo Sotajumala gemeinsam mit Survivors Zero auftrat, deren Show ebenfalls auf der DVD zu sehen ist. Ende April 2010 veröffentlichte die Band eine Split-EP mit der finnischen Thrash-Metal-Band Deathchain. Jede der Bands trug je ein eigenes Lied und ein Cover von Iron Maiden bei. Sotajumala konnte für ihre Coverversion von Prowler Paul Di’Anno, den damaligen Sänger von Iron Maiden, als Gastsänger gewinnen. Bei Deathchains Purgatory half Tommi Salmela von Tarot aus. Die EP stieg auf Platz 6 in die finnischen Charts ein.
Am 26. Mai 2010 erschien das dritte Studioalbum Kuolemanpalvelus in Finnland. Das Album erreichte Platz 6 der finnischen Charts.
Die Band arbeitete anschließend mehrere Jahre ohne größeren Druck an ihrem vierten Album Raunioissa. Am 15. September 2014 begannen die Aufnahmen mit Produzent Sami Koivisto. Die Band entschied sich das Album als Eigenveröffentlichung herauszubringen, da sie keine Plattenfirma fand. Das Album konnte daher über den Mailorder Record Shop X sowie über Bandcamp vorbestellt werden. Das Album erschien schließlich am 16. Januar 2015 und war über alle Download- und Streaming-Plattformen wie Spotify, Deezer, iTunes, Google Play und Rdio erhältlich. Die Arbeit zahlte sich aus, denn das Album erreichte mit Platz vier der finnischen Charts die höchste Platzierung für die Band. Dennoch geriet das Album zu einem finanziellen Desaster für die Band. Es gelang ihnen bisher nur 85 % von den Kosten wieder zu erwirtschaften. Zudem hatte die Band Probleme mit dem Aggregator und nahm das Album im Januar 2016 vom Markt. Derzeit ist es nur noch über Bandcamp erhältlich.

## Diskografie

### Studioalben
- 2004: Death Metal Finland (Woodcut Records; 2008 Re-Release als Special Edition mit 2 CDs)
- 2007: Teloitus (Woodcut Records)
- 2010: Kuolemanpalvelus (Cobra Records)
- 2015: Raunioissa

### EPs, Splits, Demos und Singles
- 2001: Sotajumala (Demo, Auflage mit 200 Stück)
- 2003: Panssarikolonna (EP, Woodcut Records; limitiert auf 1.500 Stück)
- 2005: Sotajumala / Torture Killer Split (Woodcut Records; als CD mit 1.000 Stück und 7"-Vinyl mit 500 Stück Auflage)
- 2007: Kuolinjulistus (Single, Woodcut Records)
- 2010: Sotajumala / Deathchain Split (EP, Cobra Records)

### Videoalben
- 2010: Slaughter at Lutakko